# Sir Lord Baltimore
Sir Lord Baltimore – amerykańskie trio wywodzące się z kręgów rocka psychodelicznego; przez krytyków uznane za pierwszego pioniera heavy metalu, a także – „ojca chrzestnego stoner rocka”. Grupa działała bez komercyjnego powodzenia od 1967 do 1976. Nieoczekiwana reaktywacja nastąpiła w 2006, zaś jej profil muzyczny przekształcił się w metal chrześcijański.

## Działalność

### Kingdom Come(1970)
Brzmienie grupy charakteryzują – pomimo pewnych inspiracji grą Jimiego Hendrixa oraz supergrupy Cream, wyróżniające się na tle muzyki przełomu lat 60. i 70. – ciężkie riffy z użyciem przesteru, oraz szorstki głos perkusisty, Johna Garnera. Teksty piosenek ogniskują się wokół osiągania odmiennych stanów świadomości, przedstawianych w sposób surrealistyczny, ale także z wykorzystaniem symboli kultury antycznej, lecz w znacznie bardziej mrocznych odcieniach.

## Recepcja i krytyka
Pomimo stosunkowo małego zainteresowania działalnością grupy, czy nawet niezrozumienia jej muzyki przez aktualnych słuchaczy, po latach jej trzy krążki spotkały się z uznaniem krytyków. Muzyka Sir Lord Baltimore uznawana jest za odmienne – od powszechnie znanego za sprawą grupy Black Sabbath – oblicze najwcześniejszej fazy rozwoju heavy metalu.